# WISE 1018-2445
WISE 1018-2445 (= EQ J1018-2445) is een bruine dwerg in het sterrenbeeld Waterslang met een spectraalklasse van T8. De ster bevindt zich 39,0 lichtjaar van de zon.